# 곤겐도가와촌
곤겐도가와촌(権現堂川村)은 사이타마현 기타카쓰시카군에 존재했던 촌이다. 현재의 삿테시 중부에 해당한다. 

## 역사
- 1889년 4월 1일 - 정촌제 시행에 의해 기타카쓰시카군 곤겐도가와촌이 성립하였다.
- 1954년 11월 3일 - 삿테정, 가미타카노촌, 미유키촌, 요시다촌과 합병해, 새로운 삿테정이 성립하여, 동일 곤겐도가와촌은 폐지되었다.

## 참고문헌
- 角川日本地名大辞典 11 埼玉県